# Tour der neuseeländischen Rugby-Union-Nationalmannschaft nach Australien 1932
| Tour der All Blacks nach Australien 1932 | Tour der All Blacks nach Australien 1932 | Tour der All Blacks nach Australien 1932 | Tour der All Blacks nach Australien 1932 | Tour der All Blacks nach Australien 1932 |
| Übersicht                                | S                                        | G                                        | U                                        | N                                        |
| ---------------------------------------- | ---------------------------------------- | ---------------------------------------- | ---------------------------------------- | ---------------------------------------- |
| Test Matches                             | 03                                       | 2                                        | 0                                        | 1                                        |
| Sonstige Spiele                          | 08                                       | 7                                        | 0                                        | 1                                        |
| Gesamt                                   | 11                                       | 9                                        | 0                                        | 2                                        |
|                                          |                                          |                                          |                                          |                                          |
| Australien                               | 03                                       | 2                                        | 0                                        | 1                                        |

Die Tour der neuseeländischen Rugby-Union-Nationalmannschaft nach Australien 1932 umfasste eine Reihe von Freundschaftsspielen der All Blacks, der Nationalmannschaft Neuseelands in der Sportart Rugby Union. Das Team reiste im Juni und Juli 1932 durch Australien, wobei es elf Spiele bestritt. Dazu gehörten ein Spiel in Neuseeland zur Vorbereitung und drei Test Matches gegen die Wallabies. Die Neuseeländer verloren zwei Spiele, darunter ein Test Match.
Erstmals spielten die All Blacks und die Wallabies um den Bledisloe Cup, der im Vorjahr von Neuseelands Generalgouverneur Charles Bathurst, 1. Viscount Bledisloe gestiftet worden war. Die All Blacks entschieden die Serie mit 2:1 Siegen für sich und errangen erstmals den Pokal.

## Spielplan
- Hintergrundfarbe grün = Sieg
- Hintergrundfarbe rot = Niederlage

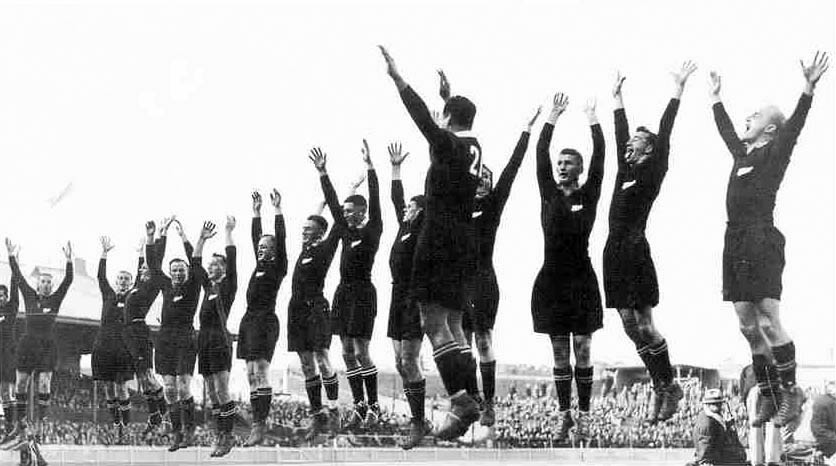
Die All Blacks präsentieren vor dem zweiten Test Match in Brisbane den Haka

(Test Matches sind grau unterlegt; Ergebnisse aus der Sicht Neuseelands)
| #  | Datum         | Gegner                          | Ort                         | Stadion                 | Ergebnis |
| -- | ------------- | ------------------------------- | --------------------------- | ----------------------- | -------- |
| 01 | 15. Juni 1932 | Wellington Rugby Football Union | Wellington                  | Athletic Park           | 23:36    |
| 02 | 25. Juni 1932 | New South Wales Waratahs        | Sydney                      | Sydney Cricket Ground   | 13:11    |
| 03 | 29. Juni 1932 | City of Newcastle               | Newcastle                   | Newcastle Sports Ground | 44:6     |
| 04 | 02. Juli 1932 | Australien                      | Sydney                      | Sydney Cricket Ground   | 17:22    |
| 05 | 06. Juli 1932 | New South Wales Waratahs        | Sydney                      | Sydney Cricket Ground   | 27:3     |
| 06 | 09. Juli 1932 | Queensland Reds                 | Brisbane                    | Exhibition Ground       | 28:8     |
| 07 | 14. Juli 1932 | Ipswich-Brisbane                | Ipswich                     | Showground              | 44:12    |
| 08 | 16. Juli 1932 | Australien                      | Brisbane                    | Exhibition Ground       | 21:3     |
| 09 | 20. Juli 1932 | Toowoomba                       | Toowoomba                   | Toowoomba Showgrounds   | 30:6     |
| 10 | 23. Juli 1932 | Australien                      | Sydney                      | Sydney Cricket Ground   | 21:13    |
| 11 | 27. Juli 1932 | Western Districts               | Wellington, New South Wales | Bell Road Ground        | 63:15    |

## Test Matches
| 2. Juli 1932 | Australien                                                                         | 22 : 17       | Neuseeland                                                                       | Sydney Cricket Ground, Sydney Zuschauer: 28.400 Schiedsrichter: Arthur Mayne (Australien) |
| 2. Juli 1932 | Versuche: Bridle Cerutti (2) Cowper Erhöhungen: Lawton (2) Straftritte: Lawton (2) | (5:8) Bericht | Versuche: Bullock-Douglas Hore Purdue Erhöhungen: Pollock (2) Dropgoals: Pollock | Sydney Cricket Ground, Sydney Zuschauer: 28.400 Schiedsrichter: Arthur Mayne (Australien) |

Aufstellungen:
- Australien: Geoffrey Bland, Owen Bridle, Edward Bonis, Bill Cerutti, Jim Clark, Graham Cooke, Denis Cowper, Sydney King, Tom Lawton , Eden Love, Sydney Malcolm, Jack Steggall, Gordon Sturtridge, Bill White, Max White
- Neuseeland: George Bullock-Douglas, Harcourt Caughey, Anthony Cottrell, Jack Hore, Evan Jessep, Frank Kilby , Herbert Lilburne, Jack Manchester, Hugh McLean, Thomas Metcalf, Rusty Page, Harold Pollock, Joe Procter, George Purdue, Richard Steere

| 16. Juli 1932 | Australien         | 3 : 21         | Neuseeland                                                                                          | Exhibition Ground, Brisbane Zuschauer: 15.000 Schiedsrichter: Francis Larkin (Australien) |
| 16. Juli 1932 | Versuche: Steggall | (3:12) Bericht | Versuche: Ball Bullock-Douglas (2) Page Erhöhungen: Pollock Straftritte: Collins Dropgoals: Pollock | Exhibition Ground, Brisbane Zuschauer: 15.000 Schiedsrichter: Francis Larkin (Australien) |

Aufstellungen:
- Australien: Geoffrey Bland, Edward Bonis, Owen Bridle, Bill Cerutti, Jim Clark, Graham Cooke, Denis Cowper, Sydney King, Tom Lawton , Eden Love, Sydney Malcolm, Alec Ross, Jack Steggall, Gordon Sturtridge, Max White
- Neuseeland: Kelly Ball, George Bullock-Douglas, Ray Clarke, Arthur Collins, Anthony Cottrell, Jack Hore, Gordon Innes, Frank Kilby , Jack Manchester, Hugh McLean, Rusty Page, Bertram Palmer, Harold Pollock, George Purdue, Frank Solomon

| 23. Juli 1932 | Australien                                                | 13 : 21       | Neuseeland                                                                       | Sydney Cricket Ground, Sydney Zuschauer: 30.000 Schiedsrichter: Roy Cooney (Australien) |
| 23. Juli 1932 | Versuche: Bridle Cowper Hemingway Erhöhungen: Cowper Ross | (5:8) Bericht | Versuche: Kilby McLean Manchester Palmer Solomon Erhöhungen: Collins (2) Pollock | Sydney Cricket Ground, Sydney Zuschauer: 30.000 Schiedsrichter: Roy Cooney (Australien) |

Aufstellungen:
- Australien: Geoffrey Bland, Edward Bonis, Owen Bridle, Bill Cerutti, Graham Cooke, Denis Cowper, Edward Dunlop, Bill Hemingway, Roy Lindsay, Eden Love, Sydney Malcolm , Leonard Palfreyman, Alec Ross, Jack Steggall, Gordon Sturtridge
- Neuseeland: Kelly Ball, George Bullock-Douglas, Harcourt Caughey, Ray Clarke, Arthur Collins, Anthony Cottrell, Jack Hore, Frank Kilby , Jack Manchester, Hugh McLean, Rusty Page, Bertram Palmer, Harold Pollock, George Purdue, Frank Solomon